# Eyjólfur Sverrisson
Eyjólfur Sverrisson (Sauðárkrókur, 3 de agosto de 1968) é um treinador e ex-futebolista islandês. Atualmente, ocupa o cargo de assistente técnico no Wolfsburg.
Seu filho, Hólmar Örn Eyjólfsson, também seguiu seus passos e se tornou um futebolista profissional e, atualmente pertence ao Vfl Bochum da Alemanha.

## Carreira
Tendo jogado basquete quando ainda atuava na Islândia, Sverrisson iniciou sua carreira defendendo o clube de sua cidade natal, o Tindastóll. Sua estreia aconteceu quando tinha apenas dezessete anos, atuando como atacante. Atuaria na equipe principal do Tindastóll durante quatro temporadas, tendo grande destaque na primeira, quando marcou quinze vezes em catorze partidas, quando impressionados com suas atuações, os dirigentes do Stuttgart o contrataram.
Atuando na Alemanha, Sverrisson acabaria sendo recuado para o meio campo, tendo disputado apenas três partidas em sua temporada de estreia, marcando um gol. A partir da segunda temporada, teve uma grande sequência, disputando vinte partidas e anotando quatro tentos a mais da temporada passada. Em sua terceira temporada, seria um dos responsáveis pela conquista do título alemão, quebrando o jejum de oito anos do clube.[carece de fontes?]
Ainda disputaria mais duas temporadas no Stuttgart, tendo participações importantes. Após cinco temporadas, decidiu se transferir para o futebol turco, quando recebeu uma proposta do Beşiktaş. Em sua única temporada no futebol turco, disputou 33 partidas e anotou nove gols, conquistando o título turco ao final da temporada. Decidiu retornar ao futebol alemão, acertando sua transferência para o Hertha Berlin.
Chegou ao clube quando este disputava a segunda divisão alemã, tendo terminado sua primeira temporada no clube numa décima quarta posição. Na segunda temporada, o Hertha conseguiu terminar na segunda posição, retornando à elite alemã. Suas atuações seriam importantes para sua equipe, tendo conseguido conquistar duas Copas da Liga seguidas, em três disputadas. Em sua última temporada, disputaria apenas seis partidas e, decidiu por encerrar sua carreira, aos 34 anos, após mais de duzentas partidas pelo clube.

## Seleção
Pela Seleção Islandesa, Sverrisson disputou 66 partidas, anotando dez tentos. Sua estreia aconteceu nas eliminatórias para a Eurocopa 1992, contra a Albânia, disputado em maio de 1991, quando tinha 23 anos. Durante os anos 1990, foi uma das grandes estrelas do futebol islandês na seleção atuando num dos principais centros do futebol europeu. Sua última partida aconteceu em outubro de 2001, quando a Islândia perdeu para a Dinamarca por 6 a 0 nas eliminatórias para a Copa do Mundo de 2002.[carece de fontes?]

## Como treinador
Duas temporadas desde sua aposentadoria dos campos, Sverrisson foi convidado em outubro de 2005 para se tornar o treinador da Seleção Islandesa. Comandou a seleção em catorze partidas, tendo conquistado apenas duas vitórias. Destaca-se as partidas contra a Espanha, quando a Islândia conseguiu empatar as duas. Acabaou sendo demitido em 27 de outubro de 2007. Retornaria ao comando da Seleção Islandesa dois anos depois, mas assumindo a equipe sub-21.